# ستیمو میلانزه
ستیمو میلانزه (به ایتالیایی: Settimo Milanese) یک کومونه در ایتالیا است که در استان میلان واقع شده‌است. ستیمو میلانزه ۱۰٫۸ کیلومتر مربع مساحت و ۱۹٬۴۶۴ نفر جمعیت دارد و ۱۳۴ متر بالاتر از سطح دریا واقع شده‌است.